# مدل‌سازی زوال

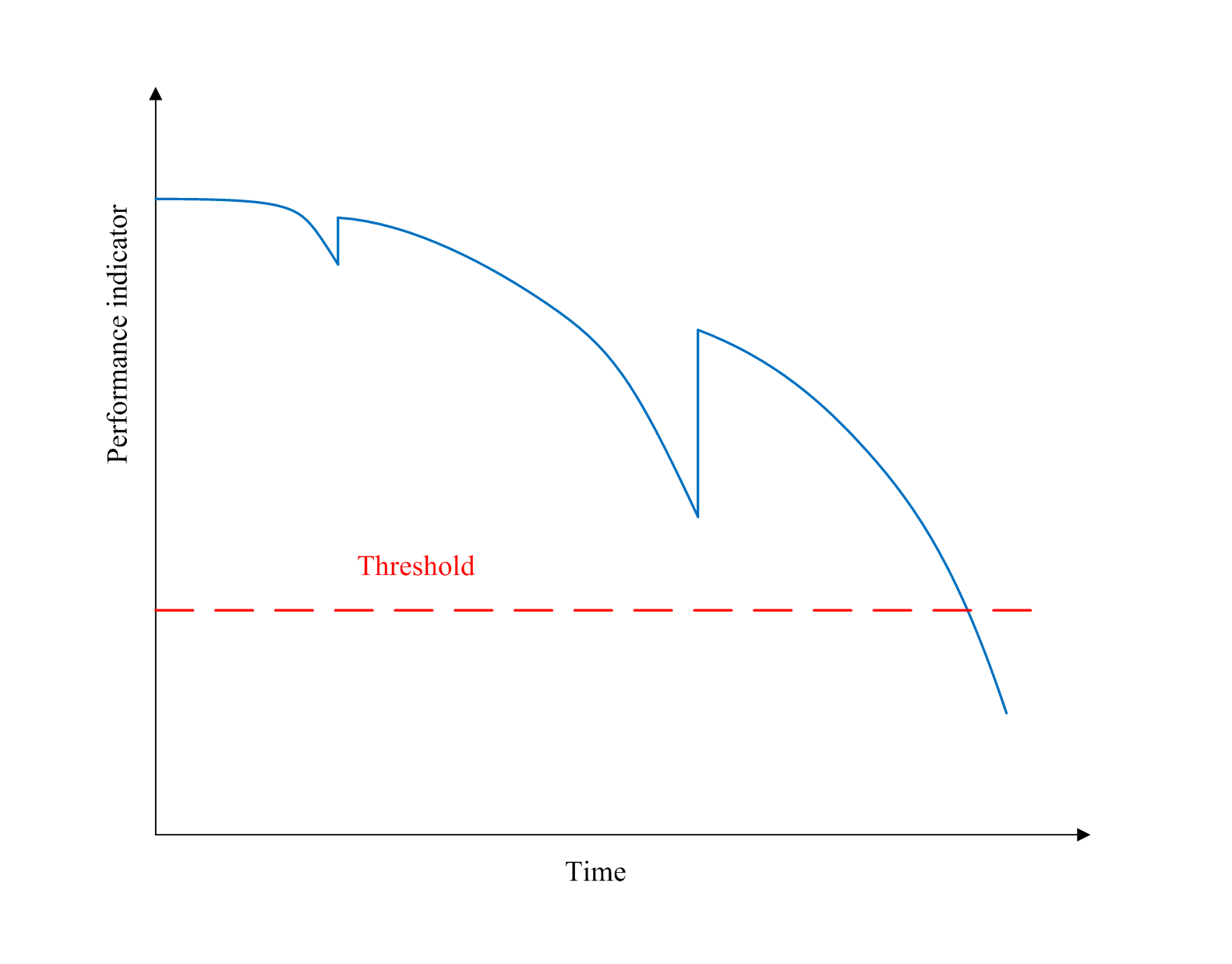
منحنی شماتیک زوال یک زیرساخت در طول حیات

مدل‌سازی زوال (به انگلیسی: Deterioration modeling) فرایند مدل‌سازی و پیش‌بینی شرایط فیزیکی سازه ها یا زیرساخت ها است. وضعیت زیرساخت‌ها یا با استفاده از یک شاخص شرایط یا احتمال گسیختگی نشان داده می‌شود. نمونه‌هایی از چنین شاخص‌های عملکردی عبارتند از شاخص وضعیت روسازی برای جاده‌ها یا شاخص وضعیت پل برای پل‌ها. برای محاسبه احتمال گسیختگی، که موضوع تئوری قابلیت اطمینان است، از احتمال گسیختگی یا شاخص قابلیت اطمینان استفاده می‌شود. مدل‌های زوال در مدیریت دارایی زیرساختها از اهمیت بالایی برخوردارند و پایه ای برای تصمیم‌گیری در مورد نگهداری و بهسازی هستند. معمولاً شرایط اکثر زیرساخت‌های فیزیکی با گذشت زمان بدتر می‌شود. یک مدل زوال می‌تواند به تصمیم گیرندگان کمک کند تا بفهمند که شاخص عملکرد چگونه افت می‌کند یا چه زمانی آستانه خاصی را نقض می‌کند.
یک مدل شناخته شده برای نشان دادن احتمال گسیختگی یک زیرساخت منحنی وان حمام نامیده می‌شود. این منحنی از سه مرحله اصلی ساخته شده‌است: گسیختگی نارس، گسیختگی مداوم و گسیختگی فرسودگی. در مدیریت دارایی زیرساختها حالت غالب زوال به دلیل پیری، ترافیک و ویژگی‌های اقلیمی است؛ بنابراین، گسیختگی ناشی از فرسودگی معمولاً بیشترین نگرانی را دارد.

## انواع مدل‌های زوال

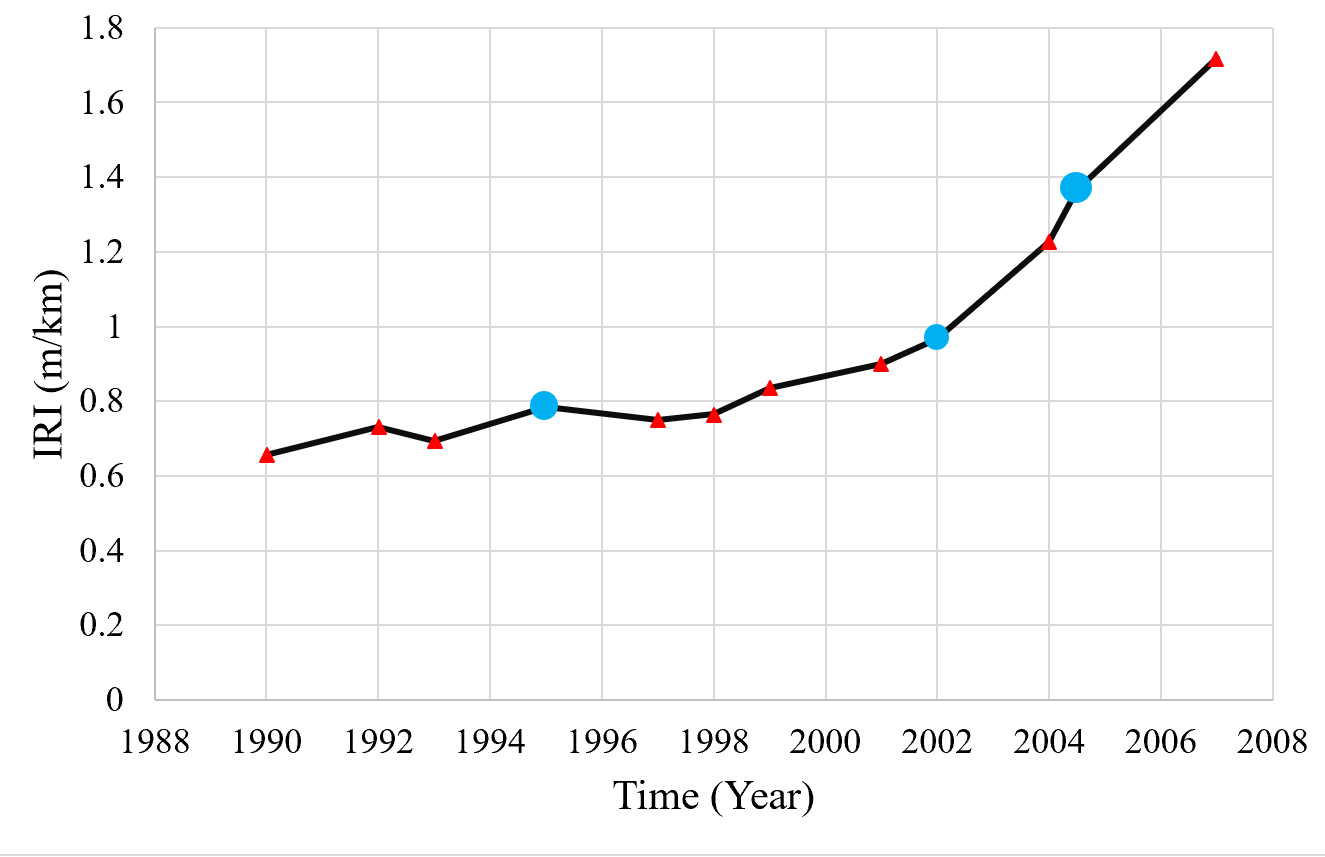
زوال یک جاده در گذر زمان به افزایش زبری سطح راه منجر شده‌است. نقاط آبی نشانگر زمان بهسازی هستند.

مدل‌های زوال یا قطعی هستند یا احتمالی. مدل‌های قطعی نمی‌توانند احتمالات را در نظر بگیرند. مدل‌های احتمالی می‌توانند نه فقط شرایط آینده بلکه احتمال وقوع آن شرایط خاص را پیش‌بینی کنند.

### مدل‌های قطعی
مدل‌های قطعی معمولاً ساده‌تر و قابل فهم‌تر هستند، اما نمی‌توانند احتمالات را در بیان کنند. منحنی‌های زوال که معمولاً تنها بر اساس سن ساخته می‌شوند، نمونه‌ای از مدل‌های زوال قطعی هستند. به‌طور سنتی، اکثر مدل‌های مکانیستی و مکانیکی-تجربی با استفاده از رویکردهای قطعی ساخته می‌شوند، اما اخیراً محققان و مهندسان به مدل‌های احتمالی علاقه‌مند شده‌اند.

### مدل‌های احتمالی
نمونه‌هایی از مدل‌های زوال احتمالی آنهایی هستند که براساس تئوری قابلیت اطمینان، زنجیره مارکوف و یادگیری ماشین ساخته شده‌اند. برخلاف مدل‌های قطعی، یک مدل احتمالی می‌تواند احتمال را در بر بگیرد. به عنوان مثال، می‌تواند بگوید که طی پنج سال یک جاده در وضعیت ضعیف قرار خواهد گرفت و احتمال آن ۷۵٪ است و ۲۵٪ احتمال وجود دارد که در یک وضعیت قابل قبول بماند. چنین احتمالی برای توسعه مدل‌های ارزیابی ریسک بسیار مهم است. اگر به جای عدد حالت یا کلاسی از عملکرد مورد نظر باشد، می‌توان از مدل‌های مارکوف و الگوریتم‌های طبقه‌بندی آماری استفاده کرد. اما اگر تصمیم گیرندگان به مقدار عددی شاخص‌های عملکرد علاقه‌مند باشند، باید از الگوریتم‌های یادگیری رگرسیونی استفاده کنند. یک محدودیت مدل‌های مارکوف این است که آنها نمی‌توانند تاریخچه بهسازی را در نظر بگیرند، مدلهای بدتر شدن براساس یادگیری ماشین این محدودیت را ندارند. علاوه بر این، آنها می‌توانند متغیرهای دیگری مانند متغیرهای اقلیمی و ترافیک را به عنوان ورودی را بگیرند.